# Веденеева, Татьяна Вениаминовна
Татья́на Вениами́новна Ведене́ева (род. 10 июля 1953, Сталинград) — советская и российская актриса театра и кино, телеведущая, журналистка. Заслуженная артистка Российской Федерации (2021).

## Биография

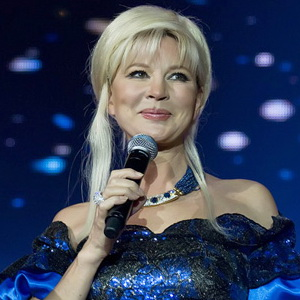
Ведущая фестиваля «Легенды Ретро FM 2009»

Родилась 10 июля 1953 года в Сталинграде, окончила школу № 34 Краснооктябрьского района города.
В 1972 году переехала в Москву и поступила в ГИТИС (курс Всеволода Остальского, педагоги Евгения Козырева, Владимир Левертов). Дебютировала в кино, будучи студенткой первого курса (1973).
По окончании института служила в театре им. Маяковского.
Была ведущей программ «Однажды осенью» (совместно с Владимиром Винокуром), «Будильник», «Спокойной ночи, малыши!» и «В гостях у сказки» (тётя Таня). Вела программу «Утро», «Песня года» (1986, 2011). Ведущая многих телевизионных шоу.
В 1986 в Японии вела образовательно-развлекательную программу по изучению русского языка на телеканале NHK.
В 1993—1999 годах жила с мужем во Франции, вместе с ним создала фирму по производству соусов и других продуктов, где стала исполнительным директором. Из-за пребывания во Франции отказалась работать в ток-шоу «Я сама», в котором изначально должна была стать ведущей (вместо неё ведущей ток-шоу стала Юлия Меньшова). В 1996 году снялась в детском телеспектакле-сказке: «Маленькая королева и другие», но больше на телевидении в 1990-е годы не появлялась.
В 2000 году вернулась в Россию и на телевидение. Совместно с Юлией Меньшовой вела ток-шоу «Рядом с тобой» на РТР. В 2006—2009 годах вела передачи «Полезный день», «Татьянин день», «Мир в твоей тарелке», «Модный журнал» и «Дело вкуса» на телеканале «Домашний».
С 2009 года — соведущая международного музыкального фестиваля «Легенды Ретро FM» в паре с Дмитрием Харатьяном.
С 16 августа по 1 октября 2010 года вела программу «Формула любви» на телеканале «Россия-1».
С 2009 года играет в театре «Школа современной пьесы».
Со 2 сентября 2013 года по 20 декабря 2014 года вела программу «В наше время» на «Первом канале».
Сопредседатель попечительского совета строительства нового старого[уточнить] «Детского мира» и главный редактор журнала «Про детей».

## Личная жизнь
Два раза была замужем, есть сын Дмитрий.

## Творчество

### Фильмография
- 1973 — Много шума из ничего — Геро
- 1974 — Сержант милиции — Наташа
- 1974 — Здравствуйте, доктор! — Тамара, медсестра, дочь председателя колхоза
- 1975 — Здравствуйте, я ваша тётя! — Элла Делей, воспитанница донны Розы
- 1975 — Это мы не проходили — иностранная актриса в мелодраме
- 1976 — Сибирь — Екатерина
- 1976 — Фантазия — Джемма
- 1984 — Весёлый трамвай
- 1985 — Начни сначала — камео
- 1996 — Маленькая королева и другие
- 2005 — Первый после Бога — эпизод
- 2014 — Три звезды — жена Захарова
- 2016 — Млечный путь — мать Нади
- 2019—2021 — Детектив на миллион — Дарья Сергеевна, мать Олега Филатова

### Дубляж
- 1989 — Ведьма Салли — Ёсико Ханамура (дубляж «Солнце», 2025 год)
- 2005 — Дораэмон — Нобита Ноби (дубляж «Карусель», 2025 год)
- 2012 — Храбрая сердцем — королева Элинор (Эмма Томпсон)[13]

### Театр
С 2009 года — актриса театра «Школа современной пьесы»:
- «Русское варенье» (Л. Улицкая) — Алла, она же Евдокия Калугина, жена Ростислава
- «Дом» (Е. Гришковец) — Ветров
- «Подслушанное, подсмотренное, незаписанное» (Е. Гришковец, И. Райхельгауз)(сюжет «Сватовство»)
- «Вальс одиноких» (С. Злотников) — Мэрилин
- «Последний ацтек» (В. Шендерович) — миссис Уотсон